# کریستینا گودا
کریستینا گودا (به مجاری: Krisztina Goda) (زادهٔ ۱۹۶۸) کارگردان و فیلم‌نامه‌نویس اهل مجارستان است.

## فیلم‌شناسی
- فقط سکس (۲۰۰۵)
- فرزندان افتخار (۲۰۰۶)
- آفتاب‌پرست (۲۰۰۸)